# Jack Ma
Pour les articles homonymes, voir Ma.
Ma Yun (chinois simplifié : 马云 ; pinyin : mǎ yún), dit Jack Ma, né le 10 septembre 1964 à Hangzhou, est un homme d'affaires chinois. Il est principalement connu pour avoir créé le site internet marchand Alibaba.com et avoir été jusqu'en 2019 le président d'Alibaba Group, qui possède AliExpress (全球速卖通).
En 2004, il est présenté à la Télévision centrale de Chine comme l'un des « dix meilleurs hommes d'affaires de l'année » puis, en 2005, il est nommé par le Forum économique mondial « jeune dirigeant global ».
Après son départ d'Alibaba Group, il se montre critique du pouvoir politique et son influence se réduit. Certains médias ont vu l'intervention du pouvoir dans sa disparition pendant trois mois, d'octobre 2020 à janvier 2021, à la suite d'un discours critiquant la politique chinoise.
Il réapparaît le 20 janvier 2021 lors d'une visioconférence avec une centaine d'enseignants de zones rurales de la Chine.

## Enfance et formation
Ma, son nom de famille, Yun étant son prénom, est né en septembre 1964 à Hangzhou, en Chine. Jack est le prénom usuel occidental qu'il s'est choisi en cours d'anglais, une pratique courante en Chine.
Il sort diplômé d'une licence d'anglais de l'université normale de Hangzhou en 1988.
Lors de sa vie d'étudiant, Ma Yun s'est vu refuser l'entrée à l’école de police, a été recalé dix fois à l’entrée de Harvard, et a même été refusé pour servir du poulet frit par les premiers KFC chinois. Il a exercé divers petits boulots, dont celui de livreur en tricycle, et il a monté une agence d'interprètes.
Il devient professeur d'anglais à l'Hangzhou Dianzi University (en) (杭州电子工学院, hángzhōu diànzǐ gōngxuéyuàn, « Campus technique d'électronique de Hangzhou »), aujourd'hui Université polytechnique d'électronique de Hangzhou (zh) (杭州电子科技大学, hángzhōu diànzǐ kējì dàxué). Il y rencontre sa future épouse, Zhang Ying, qui travaillera plus tard avec lui à la création d'Alibaba.com.
Accompagnant une délégation chinoise aux États-Unis comme traducteur en 1995, il découvre Internet puis observe le fonctionnement des startups de la Silicon Valley.

## Carrière d'entrepreneur et fondation d'Alibaba
En 1995, il crée China Pages, l'un des premiers sites internet chinois. Puis il fonde Alibaba.com (阿里巴巴, ālǐbābā) en 1999, Taobao (淘宝网, táobǎo wǎng) en 2003, plateforme de commerce électronique qui, dix ans plus tard, contrôle 80 % du commerce en ligne chinois (en un an, entre 2013 et 2014, l'entreprise a vendu pour 296 milliards de dollars de marchandises).
Pratiquant le tai chi depuis 1988, il réalise quelques films d'arts martiaux avec Jet Li et Donnie Yen où il tient le rôle principal (voir sur YouTube : Gong Shou Dao - Official Film).
En 2001, Jack Ma a été nommé « Young Global Leader » par le World Economic Forum.
Pour la fête d’anniversaire d’Alibaba donnée en 2009, dans un stade, il se déguise en punk. Il y chante Can You Feel the Love Tonight, du film Le Roi lion, devant des milliers de spectateurs.
Il crée enfin aliexpress.com (全球速卖通, quánqiú sùmài tōng, « vente expresse libre planétaire ») en avril 2010, un site de vente en gros et au détail aux particuliers et entreprises à prix de gros qui s'ouvre au marché mondial[réf. nécessaire].
En août 2013, il rachète une partie du site américain ShopRunner, afin d'améliorer sa filière de distribution aux États-Unis d'Amérique. En 2016, Jack Ma achète le château de Sours, un vignoble bordelais à Saint-Quentin-de-Baron. Au total, il possède quatre domaines bordelais et a créé une maison de négoce, Cellar Privilège, avec trois amis.
En 2015, il rachète le South China Morning Post, un quotidien critique à l'égard du régime. Certains observateurs notent que cette opération a pour but de museler le journal. Biographe de la deuxième fortune de Chine, Duncan Clark estime cependant que Jack Ma arrive à « être amoureux du gouvernement sans jamais se marier avec lui », jouant « subtilement avec la ligne séparant ce qu’il est possible de faire ou non avec les autorités ». Le projet entrepreneurial de Jack Ma avec Alibaba s'inscrit en effet dans la politique du régime chinois, notamment en stimulant la croissance par la consommation. En novembre 2018, le Quotidien du peuple révèle que Jack Ma est membre du Parti communiste.
Jack Ma sait aussi faire preuve de générosité. Il est considéré comme l'un des héros de la philanthropie en Asie. Il a donné environ 1 milliard de dollars à des organisations de charité s'occupant du système de santé, de l'éducation et de l'environnement en Chine[réf. nécessaire].
En 2016, le président d'Alibaba a annoncé qu'il comptait investir 7 milliards de dollars dans le domaine des médias.
En mai 2018, dans un contexte de censure de l'Internet chinois, 300 acteurs du web se regroupent en une fédération pour soutenir les « valeurs centrales du socialisme » et donc du Parti communiste au pouvoir. Robin Li (patron de Baidu), Jack Ma et Pony Ma (patron de Tencent) sont nommés vice-présidents de cet organisme.

## Départ de la direction d'Alibaba et activités postérieures
En septembre 2019, il quitte la direction du groupe Alibaba ; Daniel Zhang lui succède.
À la suite d'un discours tenu le 24 octobre 2020 à Shanghai, critiquant le pouvoir politique chinois, Jack Ma n'est pas revu et plusieurs médias s'inquiètent de sa disparition, soupçonnant la main autoritaire du pouvoir chinois,,(p50).
Le 20 janvier 2021, il réapparaît pour la première fois depuis trois mois dans une vidéo publiée sur les réseaux sociaux.
En mai 2021, il quitte la présidence de son école de commerce, Hupan et disparaît ainsi du paysage des affaires chinoises. On apprend en novembre 2022 par la voix du Financial Times, que Jack Ma vivrait discrètement à Tokyo depuis six mois. De mai 2023 à octobre 2024, il aura des activités au College de Tokyo, un institut de recherche affilié à l'Université de Tokyo, sur des sujets d'agriculture soutenable. 
En janvier 2023, la structure du groupe est modifiée ; Ma passe de 50 % des droits de vote à 6%(p271) , le contrôle est dilué de telle sorte qu'aucun actionnaire ne domine(p261). Le gouvernement chinois décrit positivement ces changements, comme des progrès de transparence(p261).
En mars 2023, des publications de réseau social le montre en visite à l'école de Yungu, Hangzhou, en Chine ; cette école est proche du siège d'Alibaba, et financée par cette entreprise. Il se dit que c'est le premier ministre Li Qiang qui l'a persuadé de revenir. Ce même mois, Alibaba Group devient une holding et ses filiales sont réorganisées en six firmes indépendantes, décision à laquelle il aurait participé avec le PDG Daniel Zhang.
Début 2024, Ma redevient le plus gros actionnaire du groupe, devant SoftBank.
Le 17 février 2025, Ma est présent avec d'autres grands noms de la Tech chinoise à un symposium organisé par le parti communiste chinois en présence de Xi Jinping, et les médias officiels le font remarquer. Cela est interprété comme un début de réhabilitation officielle de Ma après la purge de la tech de 2020.
En mars, il apparait que le Ant Group met en valeur des avancées dans le domaine de l'intelligence artificielle avec des puces chinoises.

## Distinctions
- Chevalier de la Légion d'honneur (France, 2016)[30]